# Вељке Рашковце
Вељке Рашковце (слч. Veľké Raškovce) насељено је мјесто са административним статусом сеоске општине (слч. obec) у округу Михаловце, у Кошичком крају, Словачка Република.

## Становништво
| Година:    | 1994. | 2004.    | 2014.    | 2024.   |
| ---------- | ----- | -------- | -------- | ------- |
| Број људи: | 316   | 350      | 311      | 305     |
| Разлика:   |       | +10,75 % | -11,14 % | -1,92 % |

| Година:    | 2023. | 2024.   |
| ---------- | ----- | ------- |
| Број људи: | 298   | 305     |
| Разлика:   |       | +2,34 % |

Према подацима о броју становника из 2011. године насеље је имало 326 становника.